# Lumacaftor
Le lumacaftor (code du médicament VX-809) est un médicament expérimental pour traiter les patients atteints de mucoviscidose, développé par Vertex Pharmaceuticals. Ce médicament est développé pour les patients présentant la mutation F508del homozygote de la protéine CFTR, cause de la maladie. Cela représente environ 60 % des patients atteints de mucoviscidose et près de 90 % des mutations de la protéine CFTR.
Le combiné Lumacaftor/Ivacaftor a reçu aux États-Unis en août 2015 et obtenu en octobre 2015 en France une autorisation temporaire d'utilisation (ATU), sous le nom commercial de Orkambi.

## Mode d'action
Le lumacaftor permet d'augmenter la fonction de la protéine CFTR déficiente, conduisant en une amélioration de la sécrétion de l'ion chlore.

## Efficacité
Utilisé seul, son efficacité n'est pas démontré. En association avec l'ivacaftor, il permet, chez les patients présentant la mutation F508del homozygote, d'améliorer les résultats de la spirométrie et de diminuer le nombre d'exacerbations de la maladie.
Il pourrait traiter certains types de syndrome du QT long.